# Francja na Zimowych Igrzyskach Olimpijskich 1952
Francję na Zimowych Igrzyskach Olimpijskich 1952 reprezentowało 26 zawodników: 20 mężczyzn i sześć kobiet. Był to szósty start reprezentacji Francji na zimowych igrzyskach olimpijskich.

## Zdobyte medale
| Medal | Zawodnik           | Dyscyplina          | Konkurencja | Rezultat    |
| ----- | ------------------ | ------------------- | ----------- | ----------- |
| Brąz  | Jacqueline du Bief | Łyżwiarstwo fgurowe | solistki    | 158,000 pkt |

## SKład kadry

### Biegi narciarskie
Mężczyźni
| Zawodnik                                                  | Konkurencja        | czas               | Pozycja            |
| --------------------------------------------------------- | ------------------ | ------------------ | ------------------ |
| René Mandrillon                                           | Bieg na 18 km      | 1:06:48            | 18.                |
| Gérard Perrier                                            | Bieg na 18 km      | 1:09:17,0          | 24.                |
| Jacques Perrier                                           | Bieg na 18 km      | 1:10:33,0          | 33.                |
| Benoît Carrara                                            | Bieg na 18 km      | Nie ukończył biegu | Nie ukończył biegu |
| Benoît Carrara                                            | Bieg na 50 km      | 3:55:16,0          | 11.                |
| Gervais Gindre                                            | Bieg na 50 km      | 4:39:31,0          | 28.                |
| Gérard Perrier Benoît Carrara Jean Mermet René Mandrillon | Sztafeta 4 × 10 km | 2:31:11,0          | 4.                 |

Kobiety
| Zawodnik         | Konkurencja   | czas    | Pozycja |
| ---------------- | ------------- | ------- | ------- |
| Josette Baisse   | Bieg na 10 km | 51:43,0 | 15.     |
| Michèle Angirany | Bieg na 10 km | 54:56,0 | 18.     |

### Bobsleje
Mężczyźni
| Osada | Zawodnik                                                     | Konkurencja | Ślizg 1 | Ślizg 2 | Ślizg 3 | Ślizg 4 | Łącznie | Pozycja |
| ----- | ------------------------------------------------------------ | ----------- | ------- | ------- | ------- | ------- | ------- | ------- |
| FRA-1 | Robert Guillard Joseph Chatelus                              | Dwójki      | 1:29,68 | 1:28,84 | 1:28,71 | 1:28,08 | 5:55,31 | 17.     |
| FRA-2 | André Robin Henri Rivière                                    | Dwójki      | 1:23,22 | 1:23,06 | 1:22,85 | 1:22,85 | 5:31,98 | 5.      |
| FRA-1 | André Robin Joseph Chatelus Louis Saint-Calbre Henri Rivière | Czwórki     | 1:18,90 | 1:19,91 | 1:19,18 | 1:22,75 | 5:20,74 | 11.     |

### Łyżwiarstwo figurowe
| Zawodnik           | Konkurencja | Nota    | Pozycja |
| ------------------ | ----------- | ------- | ------- |
| Jacqueline du Bief | Solistki    | 158,000 | brąz    |
| Alain Giletti      | Soliści     | 163,233 | 7.      |

### Narciarstwo alpejskie
Mężczyźni
Zjazd
| Zawodnik         | Czas   | Miejsce |
| ---------------- | ------ | ------- |
| James Couttet    | 2"38,7 | 11.     |
| Henri Oreiller   | 2:41,5 | 14.     |
| Maurice Sanglard | 2:45,4 | 25.     |
| Guy de Huertas   | 2:54,4 | 35.     |

Slalom specjalny
| Zawodnik         | Czas 1-go przejazdu | Czas 2-go przejazdu | Łączny czas   | Pozycja |
| ---------------- | ------------------- | ------------------- | ------------- | ------- |
| James Couttet    | 1:01,1              | 1:01,7              | 2:02,8        | 6.      |
| Firmin Mattis    | 1:02,0              | 1:04,0              | 2:06,0        | 12.     |
| Maurice Sanglard | 1:01,4              | 1:08,6              | 2:10,0        | 20.     |
| Guy de Huertas   | 1:09,1              | Nie awansował       | Nie awansował | 38.     |

Slalom gigant
| Zawodnik         | Czas   | Miejsce |
| ---------------- | ------ | ------- |
| James Couttet    | 2:34,9 | 14.     |
| Guy de Huertas   | 2:35,1 | 15.     |
| Henri Oreiller   | 2:35,3 | 16.     |
| Maurice Sanglard | 2:38,0 | 23.     |

Kobiety
Zjazd
| Zawodniczka       | Czas                      | Miejsce                   |
| ----------------- | ------------------------- | ------------------------- |
| Marysette Agnel   | 1:56,8                    | 22.                       |
| Andrée Bermond    | 2:03,1                    | 30.                       |
| Jacqueline Martel | NIe ukończyła konkurencji | NIe ukończyła konkurencji |

Slalom specjalny
| Zawodniczka     | Czas 1-go przejazdu | Czas 2-go przejazdu       | Łączny czas               | Pozycja                   |
| --------------- | ------------------- | ------------------------- | ------------------------- | ------------------------- |
| Marysette Agnel | 1:07,5              | 1:08,1                    | 2:15,6                    | 7.                        |
| Andrée Bermond  | Dyskwalifkacja      | Nie ukończyła konkurencji | Nie ukończyła konkurencji | Nie ukończyła konkurencji |

Slalom gigant
| Zawodniczka       | Czas   | Miejsce |
| ----------------- | ------ | ------- |
| Jacqueline Martel | 2:14,3 | 11.     |
| Andrée Bermond    | 2:15,2 | 13.     |
| Marysette Agnel   | 2:18,0 | 19.     |

### Skoki narciarskie
Mężczyźni
| Skoczek          | Skok 1    | Skok 2    | Nota  | Pozycja |
| Skoczek          | odległość | odległość | Nota  | Pozycja |
| ---------------- | --------- | --------- | ----- | ------- |
| André Monnier    | 56,0      | 56,0      | 182,5 | 36.     |
| Régis Rey        | 56,5      | 57,5      | 181,5 | 38.     |
| Henri Thiollière | 56,5      | 55,0      | 142,5 | 43.     |